# 신데렐라 (2015년 영화)
《신데렐라》(영어: Cinderella)는 케네스 브래너가 감독, 크리스 와이츠가 각본을 맡은 2015년에 개봉한 미국의 로맨틱 판타지 영화이다. 원작은 샤를 페로의 동명의 동화이며, 이 작품은 1950년 동명 영화의 실사화 작품이다. 릴리 제임스가 주인공 신데렐라 역을 연기하고 케이트 블란쳇, 리처드 매든, 소피 맥셰라, 홀리데이 그레인저, 헬레나 보넘 카터가 출연한다.
단편 애니메이션 영화 《겨울왕국 열기》가 동시에 상영되었다.

## 줄거리
부유한 상인의 상냥한 딸 엘라는 행복하게 부모님과 함께 살고 있다. 엘라의 어머니는 병에 걸려 임종을 앞두고 엘라에게 항상 용기를 가지고 친절하게 살라고 당부한다. 몇 년 후, 엘라의 아버지는 트리메인 부인과 재혼하고 그녀에게는 두 딸 드리젤라와 아나스타샤가 있다. 엘라의 아버지가 여전히 첫 번째 아내를 그리워한다는 것을 우연히 들은 트리메인 부인은 심하게 질투심에 사로잡힌다. 엘라의 아버지가 사업 출장을 떠나자, 트리메인 부인은 엘라를 설득하여 큰 침실을 의붓자매에게 양보하고 다락방으로 옮기게 한다. 엘라의 아버지는 여행 중 병으로 사망하고, 트리메인 부인은 돈을 절약하기 위해 모든 하인들을 해고하고 대신 엘라에게 그들의 의무를 강요한다. 벽난로 옆에서 잠을 자고 얼굴이 재로 뒤덮인 것을 본 엘라의 의붓가족은 그녀를 비웃으며 "신데렐라"라고 부른다.
의붓가족의 학대에 낙담한 엘라는 숲으로 말을 타러 나간다. 그곳에서 그녀는 사슴 사냥을 하다가 자신을 왕궁 견습생이라고 소개하는 키트, 즉 태자를 만난다. 그들은 서로에게 호감을 느끼지만, 키트는 그녀의 이름을 모른 채 헤어진다. 궁으로 돌아온 키트는 불치병에 걸린 아버지가 왕실 무도회를 열 계획이며, 키트가 결혼할 공주를 선택하게 할 것이라는 것을 알게 된다. 키트는 왕에게 왕국의 모든 적합한 처녀들을 초대해 달라고 설득하고, 비밀리에 엘라가 오기를 바란다.
키트를 다시 보고 싶어하는 엘라는 어머니의 오래된 드레스를 고쳐 입고 의붓가족과 함께 무도회에 참석하려 한다. 그러나 그들은 그녀의 드레스를 찢고 그녀를 남겨두고 떠난다. 엘라는 울면서 정원으로 달려나가고, 그곳에서 늙은 거지 여인을 만나는데, 그녀는 자신을 요정 대모라고 밝힌다. 그녀는 마법으로 호박을 마차로, 쥐를 말로, 도마뱀을 마부들로, 거위를 마부로 변신시킨다. 그리고 나서 그녀는 엘라에게 정교한 푸른 무도회복과 유리 구두를 준다. 엘라의 의붓가족이 그녀를 알아보지 못하게 하는 마지막 마법을 건 후, 요정 대모는 자정 마지막 종소리에 마법이 풀릴 것이라고 경고한다.
엘라가 무도회에 도착하자 키트는 그녀를 보고 기뻐하며 첫 춤을 청한다. 정치적인 이유로 키트를 사라고사의 첼리나 공주와 맺어주기로 약속했던 대공은 불쾌감을 표하고, 이를 트리메인 부인이 듣게 된다. 키트가 왕자라는 사실에 놀랐지만, 엘라는 그와 유대감을 형성하고 그들은 더 깊은 사랑에 빠진다. 그러나 그녀가 그에게 자신의 이름을 말하기 전에 시계가 자정 가까이 울리고, 그녀는 궁을 떠나면서 유리 구두 한 짝을 잃어버린다. 대공이 그녀를 뒤쫓지만, 엘라는 마법이 사라지기 직전에 간신히 몸을 숨긴다.
다음 날 아침, 트리메인 부인은 엘라가 무도회에서 있었던 일에 대해 비정상적으로 즐거워하는 것을 보고 의심을 품는다. 임종을 앞둔 왕은 키트에게 엘라와의 결혼을 축복한다. 새로운 왕이 된 키트는 "무도회에 유리 구두를 신고 온 신비한 공주"에 대한 사랑을 선언하고 그녀에게 자신을 드러내 달라고 명령한다. 엘라는 자신의 신분을 증명하기 위해 구두를 가지러 서두르지만, 트리메인 부인이 먼저 그것을 찾는다. 그녀는 엘라를 협박하여 자신을 왕실 가문의 수장으로 만들려 하지만, 엘라는 거절한다. 트리메인 부인은 구두를 부수고 엘라를 다락방에 가둔다. 그녀는 남은 조각들을 대공에게 가져가 진실을 밝힌다. 대공은 트리메인 부인을 백작부인으로 만들고 그녀의 딸들에게 유리한 결혼을 주선하는 대가로 엘라를 영원히 숨겨주기로 동의한다.
대공이 무언가를 꾸미고 있다고 의심한 키트는 대공과 경비대장에게 왕국의 모든 여자들에게 온전한 구두를 신겨 신비한 공주를 찾으라고 명령한다. 엘라의 집에서 구두는 두 의붓자매에게 모두 맞지 않고, 일행이 떠나려 할 때 다락방에서 엘라가 노래하는 소리를 듣는다. 비밀리에 일행과 동행했던 키트는 경비대장에게 조사를 명령하고, 트리메인 부인에게 엘라를 풀어주도록 강요한다. 엘라는 성공적으로 구두를 신어보고, 키트와 함께 떠나면서 새어머니를 용서한다. 곧 트리메인 부인과 그녀의 딸들, 그리고 대공은 영원히 왕국을 떠나고, 엘라와 키트는 결혼하여 엘라가 어머니에게 약속했던 것과 같은 용기와 친절함으로 통치하는 가장 사랑받는 군주가 된다.

## 출연진
- 릴리 제임스 - 엘라/신데렐라
  - 엘루이즈 웹 - 어린 엘라
- 케이트 블란쳇 - 새어머니/트레멩 부인
- 리처드 매든 - 왕자 "키트"
- 헬레나 보넘 카터 - 요정대모
- 소피 맥셰라 - 드리젤라
- 홀리데이 그레인저 - 아나스타샤
- 논소 아노지 - 근위대장
- 데릭 재커비 - 왕
- 스텔란 스카르스고르드 - 대공
- 헤일리 앳웰 - 신데렐라 어머니
- 벤 채플린 - 신데렐라 아버지

## 한국판 성우진
- 박지윤 - 신데렐라(릴리 제임스)
- 엄상현 - 왕자(리처드 매든)
- 유해무 - 근위대장(논소 아노지)
- 안경진 - 새어머니(케이트 블란쳇)
- 장승길 - 대공(스텔란 스카르스고르드)
- 홍수정 - 아나스타샤(홀리데이 그레인저)
- 오인실 - 드리젤라(소피 맥셰라)
- 최수민 - 요정 대모(헬레나 보넘 카터)
- 이종구 - 국왕(데렉 제이코비)
- 이선 - 신데렐라의 어머니(헤일리 앳웰)
- 이봉준 - 신데렐라의 아버지(벤 채플린)